# Escolanía Salesiana María Auxiliadora
La Escolanía Salesiana María Auxiliadora de Sevilla es un coro de niños y niñas, adolescentes y jóvenes , dedicado a la difusión de la música polifónica abierto a toda la ciudad de Sevilla. Tiene su sede en el Colegio de la Trinidad, en Sevilla, Andalucía, España. Está conformado por unos 40 miembros entre los 7 a 17 años y su coro de adultos.

## Historia
La Escolanía fue fundada en 1999 en el Colegio Salesiano de la Santísima Trinidad, en Sevilla, por Santiago María Gassín Ordóñez, SDB, posteriormente fue dirigida por Francisco José del Moral, Israel Moreno y Jesús Becerra. Actualmente Óscar Grau dirige la agrupación acompañado por la coordinación de Emilio Ramírez, y un equipo de profesionales que están en constante colaboración para afrontar  y perfeccionar el diverso y complejo repertorio que abarcan desde el Medievo hasta el siglo XX en diversos idiomas..
Ha participado en numerosos conciertos, procesiones y actos litúrgicos en Sevilla  y distintos puntos de Andalucía. Igualmente ha colaborado con cantautores, en la banda sonora de un cortometraje, o en la grabación del musical: "Gracias: D. Bosco".
En Navidad organiza varios conciertos de Villancicos para dar a conocer los frutos de la primara parte de su curso y colaborar en la creación de un ambiente entrañable en la ciudad.
Durante la Cuaresma acompaña a numerosos viacrucis de hermandades sevillanas y en Semana Santa forma parte de los cortejos de varias cofradías. En el año 2005  fue invitada por la capilla musical San Telmo a participar en un concierto extraordinario en la Iglesia del buen Suceso para rescatar históricamente la versión original de los 3 motetes al Cristo de la Coronacion de Vicente-Gómez-Zarzuela, así como los 2 al Cristo de la Expiración, y los 3 motetes de Telmo Vela a la Hermandad de la Santa Cruz. Bajo la dirección de Francisco del Moral, la escolanía fue invitada por la capilla musical San Telmo a participar por primera vez en la historia en el acompañamiento musical del Stmo. Cristo de la Humildad y Paciencia. El Jueves Santo a la Hermandad del Valle, acompañando al Stmo Cristo de la Coronación de Espinas con un quinteto de niños interpretando piezas compuestas por Vicente Gómez-Zarzuela para la propia hermandad junto con la capilla musical San Telmo. Y el Viernes Santo acompaña en su estación de penitencia a la Hermandad de la Sagrada Mortaja precediendo a su paso de misterio con una escogida selección de motetes renacentistas a capella.
También participa en la procesión del Corpus Christi de la ciudad  acompañando a la Hermandad de la Sagrada Cena en su traslado al Palacio Arzobispal y desde el año 2018 ambienta musicalmente el discurrir del cortejo en la Plaza del Salvador.
En su colegio, participan en las fiestas de San Juan Bosco (en enero) y María Auxiliadora (en mayo).

## Discografía
- Campanas de gloria (2001). Villancicos populares.[5]
- Dulcis memoria (2014). En colaboración con la Capilla Musical María Auxiliadora y Ministriles Hispalensis. Música sacra de los siglos XVI al XX.[5][6]
- ¡Gracias, don Bosco! (2014). Banda sonora del musical.[5]
- Puer Natus Est (2018) disco de Navidad.